# Gerald Kilmartin
Gerald Walsh Kilmartin (* 7. Juli 1926 in Providence, Rhode Island; † 17. Juni 1970 ebenda) war ein US-amerikanischer Eishockeyspieler.  

## Karriere
Gerald Kilmartin besuchte das Bryant College, für dessen Eishockeymannschaft er parallel zu seinem Studium spielte. Anschließend spielte er neben seiner Nationalmannschaftskarriere im Amateur-Eishockey. Später war er als Geschäftsmann tätig. Am 15. Juni 1970 wurde er von einem Unbekannten angegriffen und erlag zwei Tage später seinen Verletzungen. 

### International
Für die USA nahm Kilmartin an den Olympischen Winterspielen 1952 in Oslo teil, bei denen er mit seiner Mannschaft die Silbermedaille gewann. Zudem stand er im Aufgebot seines Landes bei den Weltmeisterschaften 1947 und 1949. Bei der WM 1949 gewann er mit den USA die Bronzemedaille. 

## Erfolge und Auszeichnungen
- 1949 Bronzemedaille bei der Weltmeisterschaft
- 1952 Silbermedaille bei den Olympischen Winterspielen